# Георг Александер фон Мюллер
Георг Александер фон Мю́ллер (нім. Georg Alexander von Müller; 24 березня 1854, Хемніц — 18 квітня 1940, Гангельсберг) — німецький військово-морський діяч, адмірал. Близький друг імператора Вільгельма II.

## Біографія
Син професора хімії Карла Александера Мюллера (1828—1906) і його дружини Клари Терези, уродженої Курцвеллі (1829—1898). Дитинство провів у Швеції, де його батько викладав сільське господарство.
31 травня 1871 році Мюллер вступив кадетом в кайзерліхмаріне. Служив на кораблях SMS Gazelle і SMS Hertha, командував канонерськими човнами в Східній Азії. У 1879 він був переведений в Адміралтейство. У 1882 році Мюллер супроводжував принца Генріха під час плаванні в Америку на корветі SMS Olga. У 1885 році він був відряджений до складу посольства в Стокгольмі, а в наступному році призначений прапор-офіцером на крейсер SMS Fürst Bismarck. У 1889 році Мюллер був переведений в Морський кабінет, а в 1891 році прийняв командування канонерського човном SMS Iltis в Східній Азії.
У 1895 році він був призначений особистим ад'ютантом принца Генріха Прусського. З 1898 Мюллер командував застарілим лінійним кораблем SMS Deutscbland, а в 1900 році очолив відділ Морського кабінету імператора Вільгельма II. 14 березня 1900 року Мюллер одержав спадкове дворянство і право використовувати почесну приставку «фон». У 1902/04 роках займав пост командувача в Веттіні. У 1904 році Мюллер був призначений флігель-ад'ютантом імператора. У 1906 році на нього було покладено керівництво Морським кабінетом Вільгельма II. На цій посаді Мюллер був найближчим радником імператора з питань морської політики. Одночасно з 1907 року він був генерал-ад'ютантом імператора. Користувався протекцією Альфреда фон Тірпіца, брав активну участь в проведенні морських реформ. Був прихильником Теобальда фон Бетман-Гольвега, підтримав початок військових дій.
Після початку Першої світової війни виступав проти призначення принца Генріха командувачем Балтійським флотом, вважаючи, що той не має досвіду керівництва великих з'єднань кораблів. У 1917 року погодився з рішенням про початок необмеженої підводної війни. Після краху монархії в листопаді 1918 року Мюллер був звільнений у відставку.

## Сім'я
У 1889 році з Елізабет фон Монбарт (1868 — після 1934). В шлюбі народились син Свен Еріх (1893—1964), і дві дочки — Йоанна Луїза (1890—1911) і Карін Елізабет (1895—?).

## Звання
- Морський кадет (31 травня 1871)
- Унтерлейтенант-цур-зее (19 грудня 1974)
- Оберлейтенант-цур-зее (13 серпня 1878)
- Капітан-лейтенант (22 березня 1886)
- Корветтен-капітан (19 травня 1893)
- Фрегаттен-капітан (12 квітня 1897)
- Капітан-цур-зее (22 березня 1899)
- Контрадмірал (27 січня 1905)
- Віцеадмірал (17 вересня 1907)
- Адмірал (29 серпня 1910)

## Нагороди
- Орден Чорного орла
- Орден Червоного орла, великий хрест з дубовим листям і короною
- Орден Корони (Пруссія) 1-го класу
- Хрест «За вислугу років» (Пруссія)
- Королівський орден дому Гогенцоллернів, великий командорський хрест з мечами
- Князівський орден дому Гогенцоллернів, почесний хрест 1-го класу
- Залізний хрест 2-го і 1-го класу
- Рятувальна медаль
- Орден Бертольда I, великий хрест з мечами
- Орден Церінгенського лева, великий хрест
- Орден «За військові заслуги» (Баварія), великий хрест з короною і мечами
- Орден Генріха Лева, командорський хрест 2-го класу
- Ганзейський Хрест (Гамбург)
- Орден Філіппа Великодушного, великий хрест
- Орден дому Ліппе, почесний хрест 1-го класу
- Хрест «За військові заслуги» (Ліппе)
- Орден Грифа, великий командор
- Орден Заслуг дому герцога Петра-Фрідріха-Людвіга, почесний великий хрест
- Військовий Хрест Фрідріха-Августа (Ольденбург) 2-го і 1-го класу
- Орден Альберта (Саксонія), великий хрест із золотою зіркою і мечами
- Хрест «За вірну службу» (Шаумбург-Ліппе)
- Орден Вюртемберзької корони, великий хрест з мечами
- Орден Фрідріха (Вюртемберг), великий хрест з короною
- Pour le Mérite (24 травня 1918)
- Почесний хрест ветерана війни з мечами